# Hiya
Hiya, rod papratnjača iz porodice Dennstaedtiaceae, koja čini dio reda osladolike. Postoje 4 priznate vrste, dvije u Maleziji, i po jedna u Južnoj Americi i jugozapadnom Pacifiku.

## Vrste
1. Hiya brooksiae (Alderw.) H.Shang
2. Hiya distans (Hook.) Brownsey & Perrie
3. Hiya nigrescens (Hook.) H.Shang
4. Hiya scabristipes (Brownsey) H.Shang